# أندرياس لوتز
أندرياس لوتز (بالألمانية: Andreas Lutz)‏ هو مجدف ألماني، ولد في 1970.

## وصلات خارجية
- أندرياس لوتز على موقع الاتحاد الدولي للتجديف (الإنجليزية)